# 毌丘興
毌丘兴（?—?），复姓毌丘，河东郡闻喜县（今山西省闻喜县）人，三国时期曹魏将领。
毌丘兴建安十九年任安定太守，黄初年间任武威郡太守，武威当诸郡路道咽喉，民夷杂处，多次有兵灾。毌丘兴到任，内抚吏民，怀柔羌、胡，使他们为官府所用。
黄華、张进开始计划作乱，扇动左右，毌丘兴不顾危难，为将校百姓夷族分析祸福，说着哭了出来。当时男女上万，非常感动，发誓效命。于是毌丘兴率精兵到张掖郡，济拔领太守杜通、西海郡太守张睦。张掖番和、骊靬二县吏民和郡里的杂胡归顺毌丘兴，毌丘兴加以安抚，使他们尽力农业。治理的名声仅次于金城郡太守苏则。因为讨贼张进及叛胡有功，封高阳乡侯。入为将作大匠。
其子毌丘俭继承父亲的爵位高阳乡侯。

## 家庭

### 子輩
- 毌丘儉，魏鎮東將軍。
- 毌丘秀，毌丘儉幼弟，毌丘甸叔父，毌丘儉兵敗後逃到東吳

### 孙兄弟
- 毌丘甸

- 毌丘甸妻荀氏，荀顗族妹
- 毌丘宗，毌丘儉子，毌丘儉兵叛變時送毌丘宗兄弟四人到東吳當人質，一直留在吳國至吳亡，後歸晉
- 其余兄弟至少三人

### 曾孙子女
- 毌丘重，毌丘甸之子
- 毌丘芝，毌丘甸之女，颍川太守刘子元妻
- 毌丘氏，或即毌丘甸之女，沛國人劉含之母，或即毌丘芝
- 毌丘氏，或即毌丘甸之女，羽林监王虔前妻
- 毌丘奥，毌丘宗之子

## 動漫遊戲
- 漫畫《火鳳燎原》（陳某）: